# Hermann Schmidt (Politiker, 1870)
Hermann Schmidt (* 16. September 1870 in Bückeburg; † 23. September 1928 ebenda) war ein deutscher Politiker (DNVP).

## Leben
Schmidt war beruflich als Schlossermeister tätig und betrieb eine Werkstatt in Bückeburg. Von 1922 bis zu seiner Mandatsniederlegung, die noch im gleichen Jahr erfolgte, war er Abgeordneter des Landtages des Freistaates Schaumburg-Lippe.